# Zásada
Zásada är en köping i Tjeckien. Den ligger i den norra delen av landet, 90 km nordost om huvudstaden Prag. Zásada ligger 524 meter över havet och antalet invånare är 816.
Terrängen runt Zásada är lite kuperad, och sluttar söderut.Runt Zásada är det ganska tätbefolkat, med 65 invånare per kvadratkilometer. Närmaste större samhälle är Liberec, 16,9 km nordväst om Zásada. I omgivningarna runt Zásada växer i huvudsak blandskog.